# William Rutherford Mead
William Rutherford Mead (20 de agosto de 1846 - 19 de junio de 1928) fue un arquitecto estadounidense,  "Centro de la Oficina" de McKim, Mead & White, una destacada firma de arquitectos de la Edad Dorada. Los otros dos socios fundadores de la firma fueron Charles Follen McKim (1847-1909) y Stanford White (1853-1906).

## Vida y carrera
Mead nació en Brattleboro, Vermont. Era primo del presidente Rutherford B. Hayes, de ahí su segundo nombre. Su hermana, Elinor, más tarde se casó con el novelista William Dean Howells, y su hermano menor Larkin Goldsmith Mead se convirtió en escultor. William Mead era distinguido, autoritario y callado. Su padre era un abogado destacado, y su madre era la hermana de John Humphrey Noyes, fundador de la utópica Comunidad de Oneida. 
Asistió a la Universidad de Norwich durante dos años y se graduó en el Amherst College de Massachusetts con la promoción de 1867. Posteriormente se formó como arquitecto con George Fletcher Babb en la oficina de Russell Sturgis en la ciudad de Nueva York. 
En 1872, Mead se asoció con Charles Follen McKim, otro arquitecto de Nueva York, pero el talento de Mead era más adecuado para dirigir una oficina que para diseñar. Esta colaboración con McKim produjo uno de los pocos encargos conocidos realizados por Mead, una casa para un compañero de clase de Amherst, Dwight Herrick, de la ciudad natal de Mead en Chesterfield (Nuevo Hampshire). 
Alrededor de diciembre de 1877, la firma incorporó como socio a William Bigelow, el hermano mayor de la nueva esposa de McKim, Annie Bigelow, convirtiéndose en McKim, Mead y Bigelow, con oficinas en el número 57 de la calle Broadway. En 1879, Bigelow se retiró de la firma, pero Stanford White se unió a ellos para formar McKim, Mead & White. Mead fue el socio que "contrató y despidió", "dirigió la nave", y pasó su tiempo "tratando de evitar que los socios se engañaran a sí mismos".
En 1883 se casó con Olga Kilyeni (c.1850-1936) en Budapest, Hungría. Se mudaron a Roma, Italia, donde estuvo fuertemente involucrado en la Academia Americana en Roma, el proyecto y legado favorito de McKim, hasta su muerte. Fue miembro fundador de la AAR, al igual que McKim, siendo Fideicomisario desde 1905 hasta 1928, y su Presidente entre 1910 y 1928. En 1902, el rey Víctor Manuel le concedió a Mead la condecoración de Caballero Comandante de la Corona de Italia por su trabajo pionero en la introducción del estilo arquitectónico del Renacimiento romano e italiano en América. En 1902, el Amherst College otorgó a Mead un grado honorífico. En 1909, recibió una licenciatura de la Universidad de Norwich en Vermont, y en 1913 se le otorgó la medalla de oro de la Academia Americana de Artes y Letras.  
Mead se retiró en 1920 y murió el 30 de junio de 1928 en una habitación de un hotel de París, debido a un ataque al corazón, después de una enfermedad de varias semanas, con su esposa a su lado. Fue el último de los socios fundadores de la empresa en morir, ya que McKim murió en 1909, después de que White falleciera en 1906. A su muerte, su patrimonio de 250.000 dólares pasó a su esposa Olga, que se mudó con su hermana a la ciudad de Nueva York y murió allí el 10 de abril de 1936, en su apartamento del hotel Sherry-Netherland. Dejó todas sus propiedades a los fideicomisarios del Amherst College. El dinero se usó para construir el edificio de arte Mead, que fue diseñado por James Kellum Smith de McKim, Mead & White. El edificio fue terminado en 1949.